# Lasserre (Ariège)
Lasserre es una localidad y comuna francesa, situada en la región de Mediodía-Pirineos, departamento de Ariège, en el distrito de Saint-Girons y cantón de Sainte-Croix-Volvestre, en el pays de Volvestre.

## Demografía
| 236 | 238 | 196 | 173 | 162 | 169 |
| Para los censos de 1962 a 1999 la población legal corresponde a la población sin duplicidades (Fuente: INSEE [Consultar]) |     |     |     |     |     |